# Morimondo
Morimondo (AFI: /moriˈmondo/ Marmond in dialetto milanese, AFI: [marˈmũːt]) è un comune italiano di 998 abitanti della città metropolitana di Milano in Lombardia. Fu denominato Coronate fino al 1871 (dal luogo originario di fondazione del comune, più a sud rispetto al comune attuale di Morimondo; oggi Coronate è una frazione separata).
Morimondo è stato selezionato per far parte della lista dei borghi più belli d'Italia.

## Geografia fisica

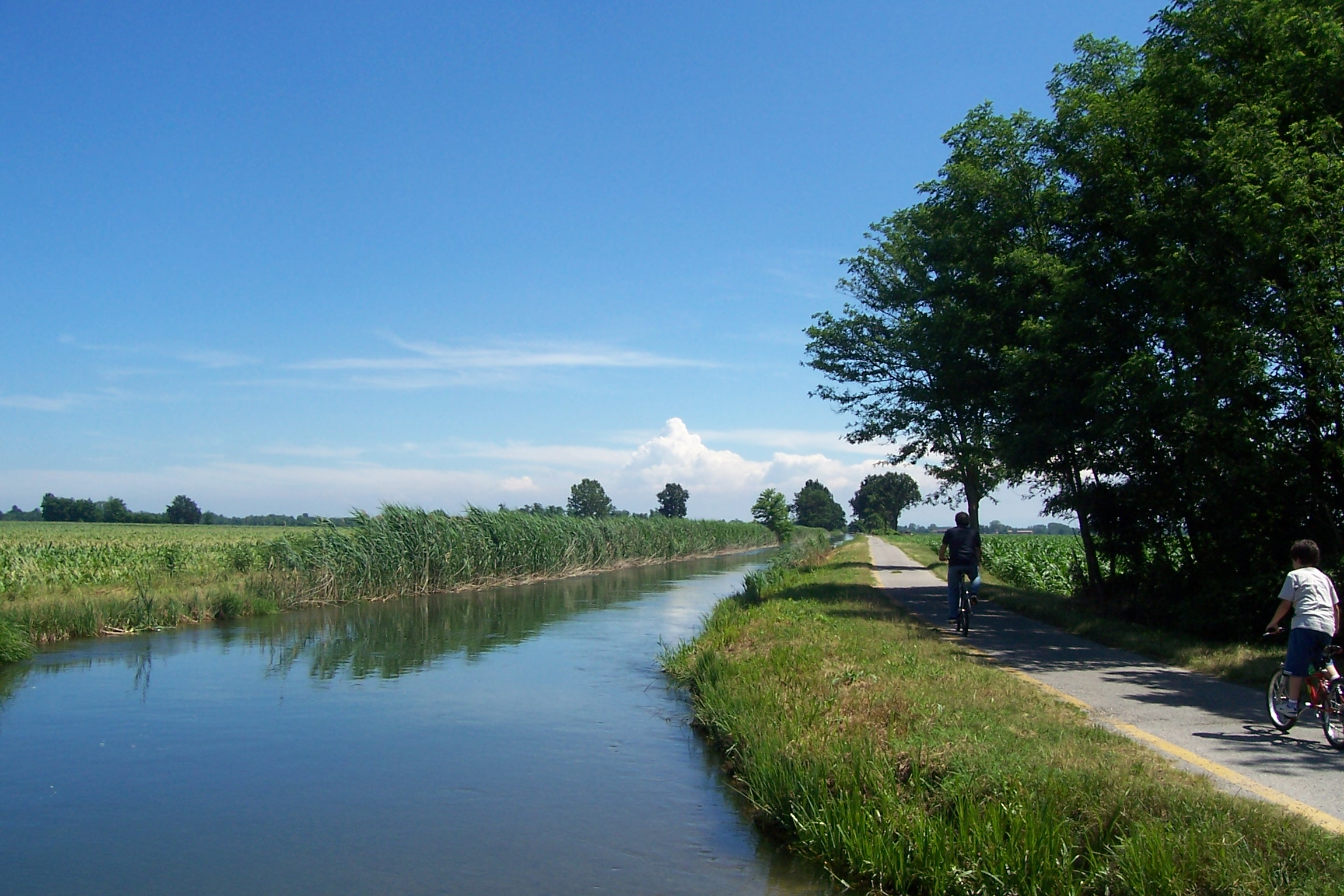
Il Naviglio di Bereguardo nei pressi della campagna di Morimondo

Morimondo dista circa 5 chilometri da Abbiategrasso e 30 da Milano; è attraversato dalla strada statale 526 dell'Esticino, che collega Magenta e Pavia.
Il territorio è posto sulla riva sinistra del Ticino, con orografia dolcemente digradante verso il fiume interrotta sporadicamente da collinette, depressioni e arginature. Il territorio comunale è prevalentemente destinato ad uso agricolo.
La vegetazione comprende, a partire dalle sponde del fiume, salici, robinie e pioppi, questi ultimi coltivati per la produzione di carta. Si possono osservare diversi boschi con pioppi dal fusto diritto disposti in regolari file parallele.

## Storia

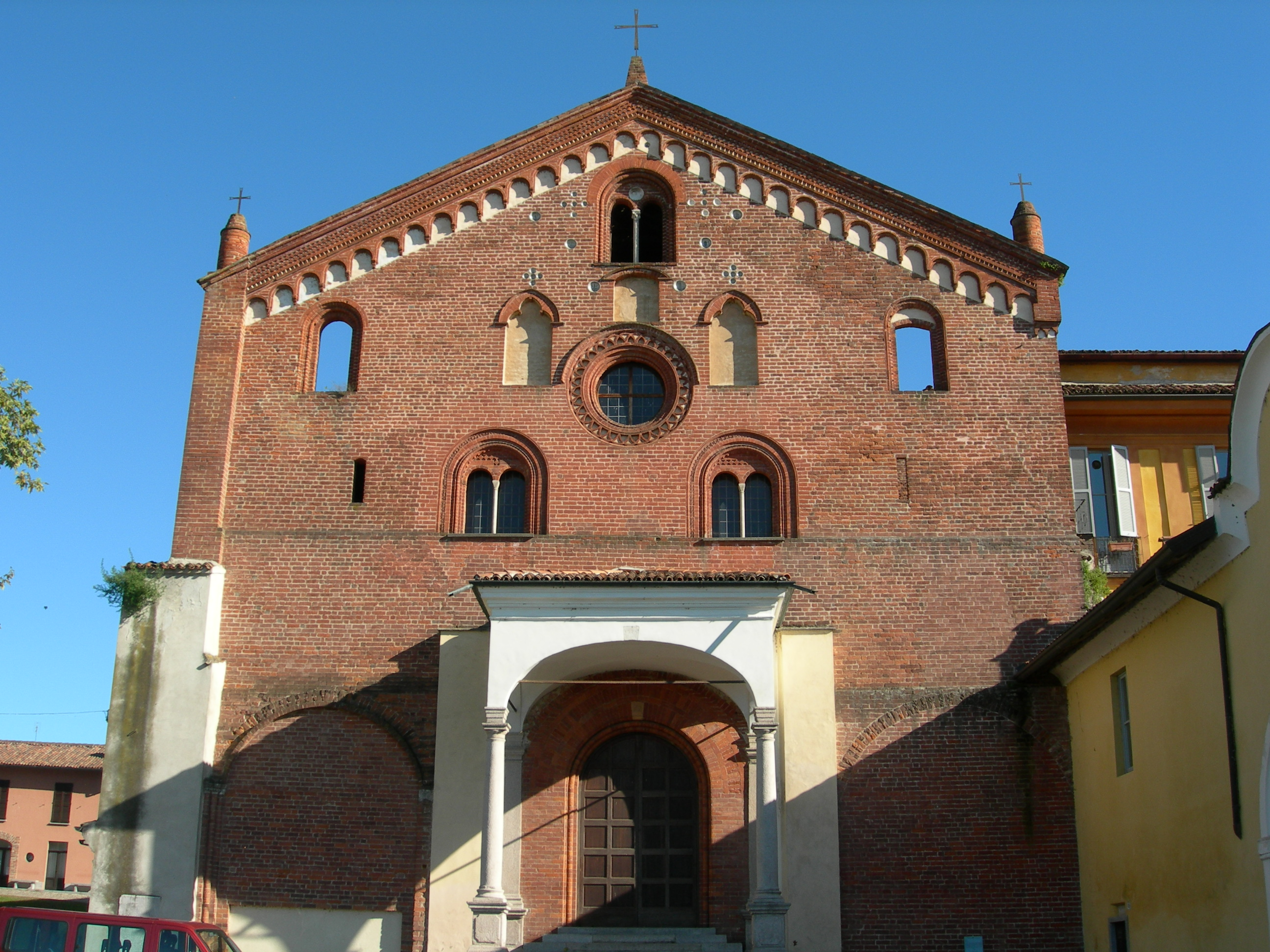
La facciata della chiesa abbaziale di Morimondo: fu dall'opera dei monaci qui insediatisi dal XII secolo che l'intero abitato ebbe origine e si sviluppò nei secoli

Dall'epoca romana giungono testimonianze di insediamenti coloniali nell'area dell'attuale comune. Alcuni toponimi delle frazioni (fara, dal tedesco fahren, gruppo di guerrieri) ricordano la presenza di stanziamenti longobardi.
La storia seguente di Morimondo ruota intorno alle vicende dell'abbazia omonima e dei monaci dell'ordine dei Cistercensi che vi risiedettero.
Questa relazione è testimoniata anche dallo stemma comunale, che rappresenta nella parte superiore una mitra, indicativa del potere religioso, il bastone pastorale, poiché l'abate priore aveva dignità vescovile, ed una spada, simbolo del potere civile-giudiziario.
Nel XV secolo infatti l'abbazia viene resa commenda.
Nella parte inferiore dello stemma è rappresentato un mappamondo sormontato da una croce, altro simbolo di dominio religioso.
La fondazione della prima chiesa risale al 1134, quando i primi monaci vi arrivarono qui dall'abbazia di Morimond, vicino a Digione, dalla quale presero il nome sia l'abbazia che il comune. I religiosi lentamente bonificarono l'area adiacente al Ticino, vi realizzarono canali di irrigazione e la trasformarono in fertile zona agricola con coltivazione a marcite.
Nel 1182 iniziò l'edificazione della chiesa attualmente esistente, tutta in laterizio, con facciata a capanna e tiburio ottagonale sulla crociera. Nell'interno a tre navate su pilastri con volte a crociera si trovano a destra l'acquasantiera trecentesca e, alla parete della navata, un affresco strappato di Bernardino Luini. L'edificio venne ampliato e decorato con coro ligneo intagliato. Del chiostro, rifatto nei secoli XV-XVI, solo un'ala è originale; accanto vi è la sala capitolare di forme cistercensi, a due navate.
Secondo altre fonti il nome del luogo deriverebbe dalle parole francesi moire mont, cioè "monte nella palude", poiché l'abbazia fu costruita su un rilievo in mezzo alle zone paludose.
Nel XIV secolo gran parte dei territori circostanti l'abbazia era di proprietà della chiesa e vi sorgevano numerose cascine ed edifici di servizio.
Nel 1786 il comune passò alla provincia di Pavia.
Nel 1798, con la salita al potere di Napoleone Bonaparte, il monastero venne soppresso e il patrimonio culturale andò disperso. Oggigiorno, grazie al supporto della comunità locale, l'attività religiosa e culturale dell'abbazia è rifiorita.

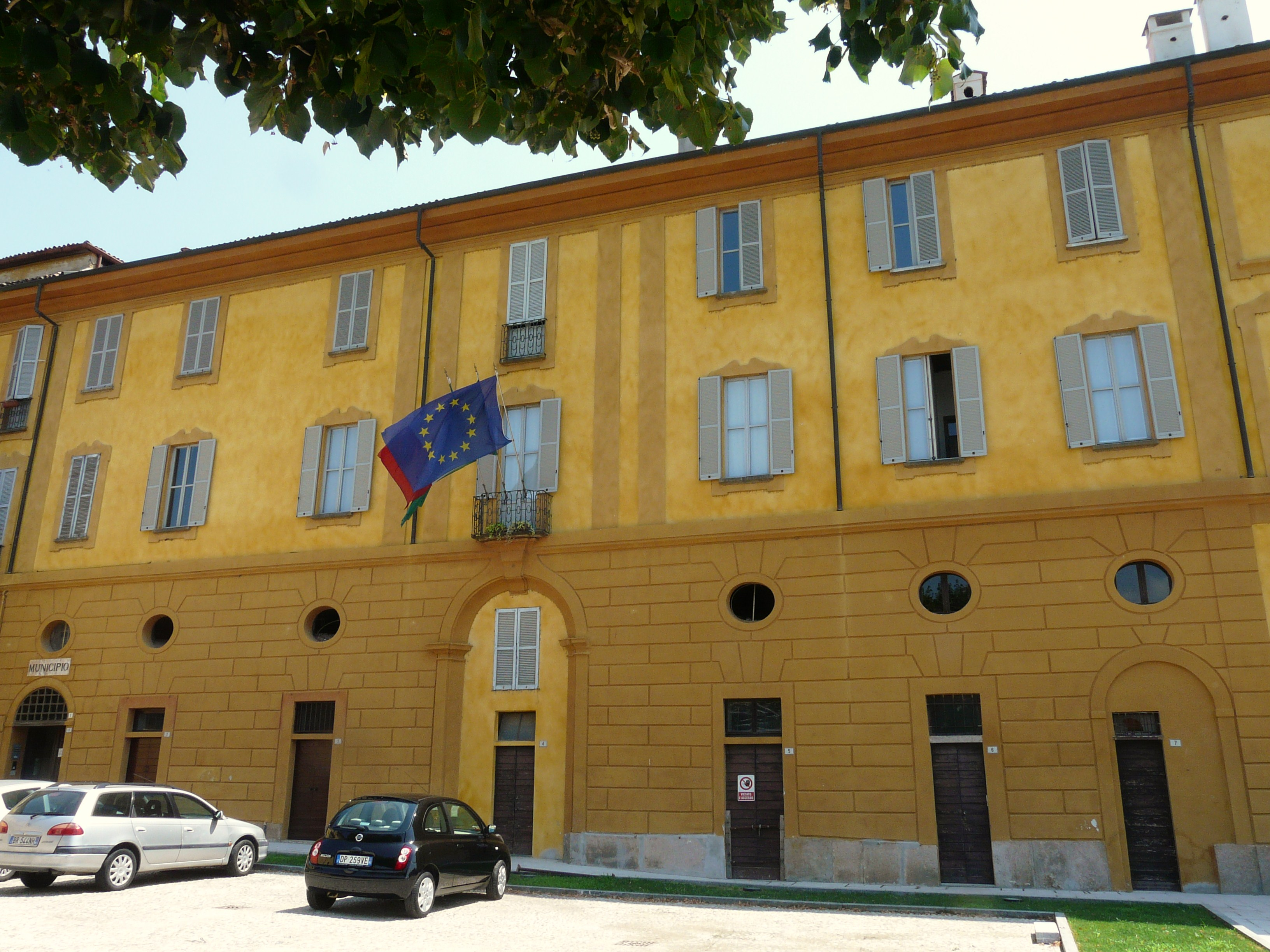
Il municipio ricavato dalle stanze dell'ex convento

Amministrativamente, il piccolo abitato di Morimondo era sempre vissuto in simbiosi col vicino paese di Coronate, tanto che l'imperatrice austriaca Maria Teresa istituì un unico comune che raggruppava i due abitati, denominato Coronate. Raggiunti i 662 abitanti nel 1771, Coronate fu ingrandito dal governo napoleonico, che gli annesse Ticinello e Caselle nel 1809 e Basiano nel 1811. Sebbene gli austriaci avessero sospeso questi provvedimenti al loro ritorno nel 1815, finirono poi per ripristinare quelli relativi a Ticinello e Basiano nel 1841, aggiungendovi anche Fallavecchia. Per tutto il periodo di vigenza del Regno Lombardo-Veneto, il territorio comunale continuò ad appartenere alla provincia di Pavia. La realizzazione dell'unità d'Italia riportò Coronate coi suoi 1 596 abitanti sotto Milano; nel 1870 fu decisa nuovamente l'incorporazione di Caselle e il 12 marzo 1871 il comune cambiò nome in Morimondo (con il nome di Coronate che fu lasciato solamente alla frazione in questione) riconoscendo nell'omonima abbazia l'elemento di notorietà e lustro del territorio.

### Simboli
Lo stemma e il gonfalone sono stati concessi con DPR del 9 ottobre 1981.
Il gonfalone è un drappo di bianco.

## Monumenti e luoghi d'interesse

### Architetture religiose

#### Chiesa di San Bernardo
Edificata forse poco dopo il completamento della chiesa abbaziale di Morimondo, si trova appena fuori le mura dell'abbazia; in origine probabilmente fungeva da chiesa parrocchiale per l'abitato di Morimondo, essendo quindi ad esclusivo uso del popolo, ma sotto la protezione dei monaci dell'abbazia che l'amministravano (si veda a questo proposito la dedicazione appunto a san Bernardo). La chiesa venne pesantemente rimaneggiata nel corso della fine del XVII secolo, lasciando inalterato solo l'abside ed il campanile trecentesco. L'interno si presenta con un impianto ad aula unica. Attualmente la chiesa è di proprietà privata e sconsacrata.

## Turismo e cultura
A Morimondo è presente la Fondazione Abbatia Sancte Marie de Morimundo, una fondazione museale che organizza numerose attività didattiche che vogliono illustrare nel dettaglio alcune attività tipiche della vita dei monaci cistercensi, tra cui laboratori di miniatura, storia delle scritture, erboristeria e visite guidate del cenobio e della chiesa.
Da ricordare la manifestazione Trecentesca, una grande rievocazione di tecniche militari storiche che ospita gruppi di rievocatori da tutta Europa, svolta ogni due anni sotto il controllo del CERS (Consorzio Europeo Rievocazioni Storiche), che garantisce la veridicità storica di ogni dettaglio ricostruito.
Si svolgono altri numerosi eventi durante l'anno. La chiesa ospita concerti e mostre e nel periodo natalizio è possibile visitare un'esposizione di presepi.
In agosto, in occasione della festa patronale si svolgono manifestazioni storiche ed una fiera.
Durante i fine settimana il paese è affollato da molte persone provenienti sia dal milanese che dal pavese, che si concedono una mezza giornata nel verde, tra i numerosi percorsi in mezzo alle campagne fino al fiume e le abbondanti piste ciclabili.

## Società

### Evoluzione demografica
Abitanti censiti

### Etnie e minoranze straniere
Secondo le statistiche ISTAT al 1º gennaio 2019 la popolazione straniera residente nel comune era di 48 persone, pari al 4,4% della popolazione. Le nazionalità maggiormente rappresentate in base alla loro percentuale sul totale della popolazione residente erano:
1. Romania 22

## Geografia antropica
Secondo l'ISTAT, il territorio comunale comprende il centro abitato di Morimondo, le frazioni di Caselle e Fallavecchia, e le località di Cascina Basiano, Cascina Cerina di Sopra, Cascina Cerina di Sotto, Cascina Conca, Cascina Coronate, Cascina Fiorentina, Cascina Nuova di Campagna, Cascina Perdono, Cascina Ticinello e Molino dell'Ospedale.

## Amministrazione
| Periodo | Periodo   | Primo cittadino         | Partito      | Carica  | Note   |
| ------- | --------- | ----------------------- | ------------ | ------- | ------ |
| 1995    | 1999      | Leone Antonio Vicentini | Lista civica | Sindaco | [ 12 ] |
| 1999    | 2004      | Maurizio Spelta         | Lista civica | Sindaco | [ 12 ] |
| 2004    | 2009      | Maurizio Spelta         | Lista civica | Sindaco | [ 12 ] |
| 2009    | 2014      | Marco Natale Marelli    | Lista civica | Sindaco | [ 12 ] |
| 2014    | 2019      | Marco Natale Marelli    | Lista civica | Sindaco | [ 12 ] |
| 2019    | 2024      | Marco Natale Marelli    | Lista civica | Sindaco | [ 12 ] |
| 2024    | in carica | Marco Andrea Iamoni     | Lista civica | Sindaco | [ 12 ] |

## Cultura
A Morimondo sono state girate alcune scene del film Cado dalle nubi con Checco Zalone, alcuni spezzoni del film Papà dice messa di Renato Pozzetto e lo spot natalizio di Italia 1 nel 2003. Presso l'abbazia è stata anche girata la fiction Mediaset Benedetti dal Signore con Ezio Greggio ed Enzo Iacchetti.